# Journey for Margaret
Journey for Margaret è un film del 1942 diretto da W. S. Van Dyke.
Il film è basato sull'omonimo racconto di William Lindsay White. In tempo di guerra vuole esaltare i legami tra Inghilterra e Stati Uniti e richiamare l'attenzione sui tanti bambini orfani che necessitano una nuova famiglia che li accolga. Nel ruolo dei genitori adottivi americani sono Robert Young e Laraine Day, mentre Margaret O'Brien e William Severn sono i due piccoli orfani di guerra adottati dalla coppia.
Il film ebbe un grande successo di pubblico negli Stati Uniti e Canada e con La signora Miniver (1942) fu tra quelli che in quegli anni contribuirono maggiormente a sensibilizzare l'opinione pubblica di quei paesi alla causa bellica. Per Margaret O'Brien fu l'inizio di una brillante carriera (Margaret resterà per sempre il suo nome d'arte). Il successo e la popolarità conseguite con questo film la porteranno ad affermarsi come una delle principali attrici bambine degli anni quaranta, vincitrice nel 1945 di uno speciale Oscar giovanile.

## Trama
Un giornalista americano e sua moglie, trovatosi coinvolti a Londra in The Blitz, perdono il loro bambino non ancora nato in un'incursione aerea. Indignati e traumatizzati dall'esperienza, visitano un rifugio per bambini senzatetto dove incontrano due piccoli orfani, Margaret e Peter. Alla fine decideranno di adottarli e li porteranno a vivere con sé in America.

## Produzione
Il film fu prodotto negli Stati Uniti dalla Metro-Goldwyn-Mayer (MGM).

## Distribuzione
Dopo la première del 17 dicembre 1942 a New York, il film esce lo stesso mese nelle sale cinematografiche statunitensi, distribuito dalla Metro-Goldwyn-Mayer.